# فرمان برنج علیا
فرمان برنج علیا (به ژاپنی: 上米の制 あげまいのせい)، این سیستم توسط توکوگاوا یوشیمونه، هشتمین شوگون از شوگون‌سالاری ادو، در طول اصلاحات کیوهو معرفی شد. در سال ۱۷۲۲ (هفتمین سال کیوهو) در دوره ادو ایجاد شد.
دایمیوها موظف بودند به ازای هر ۱۰٬۰۰۰ ککو برنج که بدهکار بودند، ۱۰۰ ککو برنج بپردازند و در عوض، مدت اقامت آنها در ادو هنگام انجام سانکین کوتای (بازدیدهای متناوب) به شش ماه محدود می‌شد (قبلاً یک سال بود). اگرچه این امر به افزایش درآمد شوگون‌سالاری کمک کرد، اما مشکلات زیادی داشت و در سال ۱۷۳۰ (پانزدهمین سال دوران کیوهو) لغو شد.